# Julio Morales
Pour les articles homonymes, voir Morales.
Julio César Araujo Morales dit Julio Morales, né le 16 février 1945 à Montevideo et mort le 14 février 2022, est un footballeur et entraîneur uruguayen.

## Biographie
En tant qu'attaquant, Julio Morales fut international uruguayen à 24 reprises (1966-1981) pour 11 buts inscrits. Il participa à la Coupe du monde de football de 1970, ne jouant pas les trois premiers matchs, puis jouant les trois autres en tant que titulaire. L'Uruguay termina quatrième du tournoi. Il fit aussi tous les matchs du Mundialito, inscrivant un but contre l'Italie à la 67e minute sur penalty. Il remporta ce tournoi.
Il joua en Uruguay (Racing Club de Montevideo et Club Nacional de Football) et en Autriche (FK Austria Vienne), remportant six championnats uruguayens, des coupes sud-américaines et même internationales, deux championnats et deux coupes d'Autriche. Il est le 5e meilleur buteur de la Copa Libertadores de l'histoire avec 30 buts.
Il fut également l'entraîneur de deux clubs uruguayens (Racing Club de Montevideo et Club Atlético Bella Vista).

## Clubs

### En tant que joueur
- 1961-1965 :  Racing Club de Montevideo
- 1965-1972 :  Club Nacional de Football
- 1973-1978 :  FK Austria Vienne
- 1979-1982 :  Club Nacional de Football

### En tant qu'entraîneur
- 1983-1987 :  Racing Club de Montevideo
- ?-? :  Club Atlético Bella Vista

## Palmarès
- Championnat d'Autriche

- - Champion en 1976 et en 1978
- Coupe d'Autriche
  - Vainqueur en 1974 et en 1977
- Coupe d'Europe des vainqueurs de coupes
  - Finaliste en 1978
- Coupe intercontinentale
  - Vainqueur en 1971 et en 1980
- Copa Libertadores
  - Vainqueur en 1971 et en 1980
  - Finaliste en 1967 et en 1969
- Copa Interamericana
  - Vainqueur en 1972
- Championnat d'Uruguay de football
  - Champion en 1966, en 1969, en 1970, en 1971, en 1972 et en 1980
- Mundialito
  - Vainqueur en 1980